# Mennetou-sur-Cher
Mennetou-sur-Cher é uma comuna francesa na região administrativa do Centro, no departamento de Loir-et-Cher. Estende-se por uma área de 16,26 km². Em 2010 a comuna tinha 885 habitantes (densidade: 54,4 hab./km²).